# Sweet Harmony
Sweet Harmony – singel brytyjskiego zespołu The Beloved z jego trzeciego albumu Conscience. Na singlu obok tytułowego utworu znalazł się również utwór „Motivation”. Tytułowy utwór stał się największym przebojem The Beloved.

## Lista utworów
CD maxi
1. „Sweet Harmony” — 5:02
2. „Sweet Harmony (Live The Dream Mix)” — 7:15
3. „Motivation (Exercised)” — 7:11
4. „Sweet Harmony (Love The Dub Mix)” — 5:14

Płyta winylowa
1. „Sweet Harmony” — 5:02
2. „Motivation” — 6:34

## Notowania
| Notowanie (1993) | Najwyższa pozycja |
| ---------------- | ----------------- |
| Austria          | 3                 |
| Francja          | 16                |
| Holandia         | 21                |
| Irlandia         | 16                |
| Niemcy           | 6                 |
| Szwajcaria       | 6                 |
| Szwecja          | 14                |
| Wielka Brytania  | 8                 |